# Лагери (деревня)
Ла́гери (чув. Лакăр) — деревня в Чебоксарском районе Чувашской Республики, входит в состав Акулевского сельского поселения.

## География
Расстояние до столицы республики, города Чебоксары, составляет 31 км, до районного центра, посёлка Кугеси, — 17 км, до железнодорожной станции — 31 км. Деревня расположена на правом берегу реки Рыкша. 
Часовой пояс
Деревня Лагери, как и вся Чувашская Республика, находится в часовой зоне МСК (московское время). Смещение применяемого времени относительно UTC составляет +3:00.

## История
Деревня появилась в XVIII веке как выселок деревни Ильменева (ныне не существует). Жители до 1866 года — государственные крестьяне; занимались земледелием, животноводством, домашним ремеслом, лозоплетением и прочими промыслами. В 1920—50-е годы функционировала инвалидная артель с цехами гончарного, верёвочного, кулеткацкого производства и лаптеплетения. В 1931 году образован колхоз «Красная Армия». В 1951 году деревни Лагери и Сютпылых создали колхоз им. К. Маркса, в 1959 году вошли в состав колхоза им. Свердлова (центральная усадьба — д. Шорчекасы). 

По состоянию на 1 мая 1981 года населённые пункты Акулевского сельского совета (в том числе деревня Лагери) — в составе колхоза им. Свердлова:103.
Административно-территориальная принадлежность
В составе: Акулевской волости Чебоксарского уезда (до 1 октября 1927 года), Чебоксарского района:180. 

Сельские советы: Шорчекасинский (с 1 октября 1927 года), Акулевский (с 14 июня 1954 года):180.

## Название
- Название деревни произошло от чувашского языческого имени Лака[5].
- Существует версия, что войска Ивана Грозного, отправляясь на Казань, остановились здесь лагерем на отдых— Географические названия Чувашской Республики[7].

Прежние названия
Лагерь (1907).

## Население
| 2010 | 2012 |
| ---- | ---- |
| 100  | ↗112 |

Согласно переписи населения 1897 года в деревне Лагери проживали 235 человек, чуваши.

В 1907 году население деревни Лагерь составляло 266 человек, чуваши.

По данным Всероссийской переписи населения 2002 года в деревне проживали 111 человек, преобладающая национальность — чуваши (92%).

## Инфраструктура
Функционирует колхоз им. Свердлова (по состоянию на 2010 год).